# Ilija Lončarević
Ilija Lončarević (Čajkovci kod Slavonskoga Broda, 8. listopada 1944.) hrvatski je nogometni trener i bivši nogometaš. 

## Priznanja

### Klupska
Inker Zaprešić
- Hrvatski nogometni kup (1): 1992.

Dinamo Zagreb
- Prva HNL (1): 1998./99.